# Ziemeru pagasts
Ziemeru pagasts er en territorial enhed i Alūksnes novads i Letland. Pagasten havde 937 indbyggere i 2010 et 819 indbyggere i 2016 og omfatter et areal på 117,02 kvadratkilometer. Hovedbyen i pagasten er Māriņkalns.